# NGC 4572
NGC 4572 este o galaxie spirală situată în constelația Dragonul. A fost descoperită în 10 decembrie 1797 de către William Herschel. Se află la o distanță de 35,21 de megaparseci de Pământ.